# Whetstone (Leicestershire)
Whetstone – wieś w Anglii, w hrabstwie Leicestershire, w dystrykcie Blaby. Leży 8 km na południowy zachód od miasta Leicester i 139 km na północny zachód od Londynu.